# Bob Burtwell
Robert Thomas « Bob » Burtwell, né le 4 février 1927, à Vancouver, au Canada et décédé le 22 novembre 2012, à Vancouver, est un ancien joueur et entraîneur canadien de basket-ball.